# Beyond White Space – Dunkle Gefahr
Beyond White Space – Dunkle Gefahr (Originaltitel: Beyond White Space) ist ein US-amerikanisch-ungarischer Science-Fiction-Film aus dem Jahr 2018 von Ken Locsmandi.

## Handlung
Im Jahr 2156 sind aufgrund der Überbevölkerung der Erde die Lebensmittel aufgebraucht. Um den Hunger der irdischen Bevölkerung zu stillen, werden außerirdische Lebensformen für den Verzehr gefangen. Die Essex, ein Weltraum-Fischereischiff des Industriegiganten AmberCorp, macht sich auf den Weg zur letzten Ernte der Saison. Dabei stößt sie in das Territorium einer mammutgroßen Kreatur vor. Kapitän Richard Bentley und seine rechte Hand Owen Bentley haben von einer solchen Kreatur schon mal gehört. Dieser „Tianlong“ tötete einst ihre beiden Großväter.
Sie beschließen, ihre Vorfahren zu rächen und das gefährliche Tier endlich zu töten. Allerdings geraten sie in das Visier einer bösartigen Bande von Aasfressern, die die Übertragungen des Raumschiffs abfangen und versuchen, die Essex zu infiltrieren. Ohne Fracht und mit wenigen Vorräten trifft der Kapitän eine gewagte Entscheidung: Sie werden sich in unbekanntes Gebiet wagen, um die Kreatur für einen großen Schwarzmarkt zu fangen.

## Hintergrund
Der Film basiert lose auf dem Roman Moby-Dick von Herman Melville, allerdings wurde die Geschichte vom Meer in den Weltraum verlagert. Vertical Entertainment erwarb im September 2018 die nordamerikanischen Vertriebsrechte. Am 14. Dezember 2018 erschien der Film in ausgewählten Kinos, außerdem wurde er zeitgleich als Video-on-Demand veröffentlicht. Der Film ging am 22. Mai 2019 in den deutschen Videoverleih.

## Rezeption
„Der im Kern auf Herman Melvilles Roman ‚Moby Dick‘ zurückgehende Science-Fiction-Film orientiert sich an Klassikern des Genres und punktet auch mit Spezialeffekten, die für das Mini-Budget sehr ordentlich ausfallen. Erzählerisch bleiben die Ansätze von Tiefe allerdings unentwickelt, da der Film sich mehr und mehr in faden Klischees verfängt.“

„Weit entfernt davon, ein Genre-Hit zu sein.“

Cinema bemängelt vor allem den im Film vorkommenden Sexismus, bezeichnet die optische Darstellung des Films allerdings als ordentlich.
The Hollywood Reporter gab dem Film eine negative Review, und urteilt „Gut aussehende, aber dämliche Science-Fiction“.
Auf Rotten Tomatoes hat der Film bei etwas über 50 Bewertungen eine Wertung von 33 %. In der Internet Movie Database erreicht der Film bei gut 1.400 Stimmen eine Wertung von 4,5 von 10,0.